# ウンナンさん
『ウンナンさん』は、2003年9月30日から2004年3月23日まで一部TBS系列で放送されたTBS製作のバラエティ番組である。放送時間は毎週火曜23:55 - 翌0:35 (JST) 、『Pooh!』火曜第1部の番組として放送。

## 概要
ウッチャンナンチャンと対決したい高校生からハガキを募集し、提案されたゲームで対決していた深夜番組。ウッチャンナンチャンに勝つと賞金10万円が贈呈された。ウッチャンナンチャンを「ウンナンさん」と呼称する番組名に因み、内村光良は「ウンさん」、南原清隆は「ナンさん」、内村光良の従兄である内村宏幸は「あんさん」（「あんちゃん」と呼ばれていたため）と呼ばれていた。
番組冒頭、視聴者からのハガキを読むスタジオは、以前ウッチャンナンチャンもパーソナリティを務めた『オールナイトニッポン』のラジオブース風の作りになっており、また、BGMも同番組のテーマ曲「ビター・スイート・サンバ」が使われていた。
末期においては高校生との対決形式ではなくなり、一般出場者は参加せずにタレントのみで進行するようになった。そのため、最終回のエンディングで南原は「この番組、最後は迷走しましたね」と発言した。

## 出演者
- 内村光良（ウッチャンナンチャン）
- 南原清隆（ウッチャンナンチャン）
- 内村宏幸